# Promise (平野綾の曲)
「Promise」（プロミス）は、平野綾の12枚目のシングル。2013年10月9日に ユニバーサルシグマから発売。

## 概要
Ryosuke“Dr.R”Sakaiをプロデューサーに迎えたユニバーサルシグマへ移籍後第2弾のシングル作品。この曲と「たからもの」は10月19日公開のドキュメンタリー映画『キタキツネ物語【35周年リニューアル版】』の挿入歌となっている。

## 収録曲
1. Promise （ミュージックビデオ（公式） - YouTube） [4:18] 
作詞：藤林聖子、作曲・編曲：Ryosuke “Dr.R” Sakai
『キタキツネ物語【35周年リニューアル版】』挿入歌
2. たからもの [4:46] 
作詞：藤林聖子、作曲・編曲：Ryosuke “Dr.R” Sakai
『キタキツネ物語【35周年リニューアル版】』挿入歌
3. Up To Date [3:24] 
作詞：小林光一・ベクトルユーゴ、作曲・編曲：小林光一
4. Promise - Instrumental -  [4:17]
5. たからもの - Instrumental - [4:42]

## 初回盤特典
初回盤にはDVDが特典として付属されている。
1. Promise -Music Video-
2. Promise -Music Video Making- 
3. Live at Anime Festival Asia Indonesia 2013 Digest